# Ôn Triệu Luân
Ôn Triệu Luân (tên tiếng Anh: Deric Wan Siu-lun; sinh ngày 18 tháng 11 năm 1964) là một nam diễn viên, ca sĩ kiêm sáng tác nhạc từng trình diễn trong nhiều phim truyền hình và phát hành một số album. Những nhạc phẩm nổi tiếng của anh gồm có một bản song ca với Adia Chan, một bản cover của bài hát Một đời cầu mong gì (一生何求), và các phim truyền hình của TVB như Nghĩa bất dung tình và The Breaking Point. Luân từng hợp tác với cả TVB và CCTV.

## Danh sách phim
- Radio Tycoon (1983)
- City Japes (1986)
- Friends and Enemies (1988)
- Lemon Husband (1988)
- The Legend of Master Chan (1988)
- War of the Dragon (1989)
- Nghĩa bất dung tình (1989)
- Triangular Entanglement (1990)
- Blood of Good and Evil (1990)
- The Cop Story (1990)
- The Legend of Dragon Pearl (1990)
- On the Edge (1991)
- One Step Beyond (1991)
- The Breaking Point (1991)
- The Commandments (1992)
- Vengeance (1992)
- The Thief of Time (1992)[3]
- Lộc Đỉnh ký (1992)
- Lộc Đỉnh ký 2 (1992)
- All About Tin (1993)
- Heroes from Shaolin (1993)
- Class of 93 (1993)
- Legend of the Liquid Sword (1993)
- The Wild Lover (1994)[4]
- Conscience (1994)[5]
- A Good Match From Heaven (1995)
- Hope (1995)[6]
- Outburst (1996)[7]
- So Close (2001)
- Double Crossing (2001)
- Golden Faith (2002)
- Good Against Evil (2002)
- The Legend of Love (2002)
- Twin Sisters (2003)
- Heroes From The Dark (2003)
- At Dolphin Bay (2003)
- The Vigilante In The Mask (2004)
- Grey Coloured Road (2004)
- 100% Senorita (2004)
- Misleading Track (2005)
- Wu Guo Jie Xing Dong (2006)
- Li Wei Resigns from Office (2006)
- Da Qi Ying Xiong Zhuan (2007)
- Da Ming Yi Sheng Li Shi Zhen (2009)
- The Mystery of Death (2015)
- Dream Defender (2015)